# Jhaknauda
Jhaknauda fou un antic estat tributari protegit de l'Índia, un dels jagirs de Jhabua regit per un umrao tributari. La capital era la població de Jhaknauda a uns 24 km de Sardapur i a 38,5 km al nord-est de Jhabua (ciutat). El thakur governant era un dels nou principals umraos. Els ingressos s'estimaven en 1.000 lliures a l'any i pagava un tribut de 311 lliures a l'estat d'Indore (Holkar).